# Agnes Denes

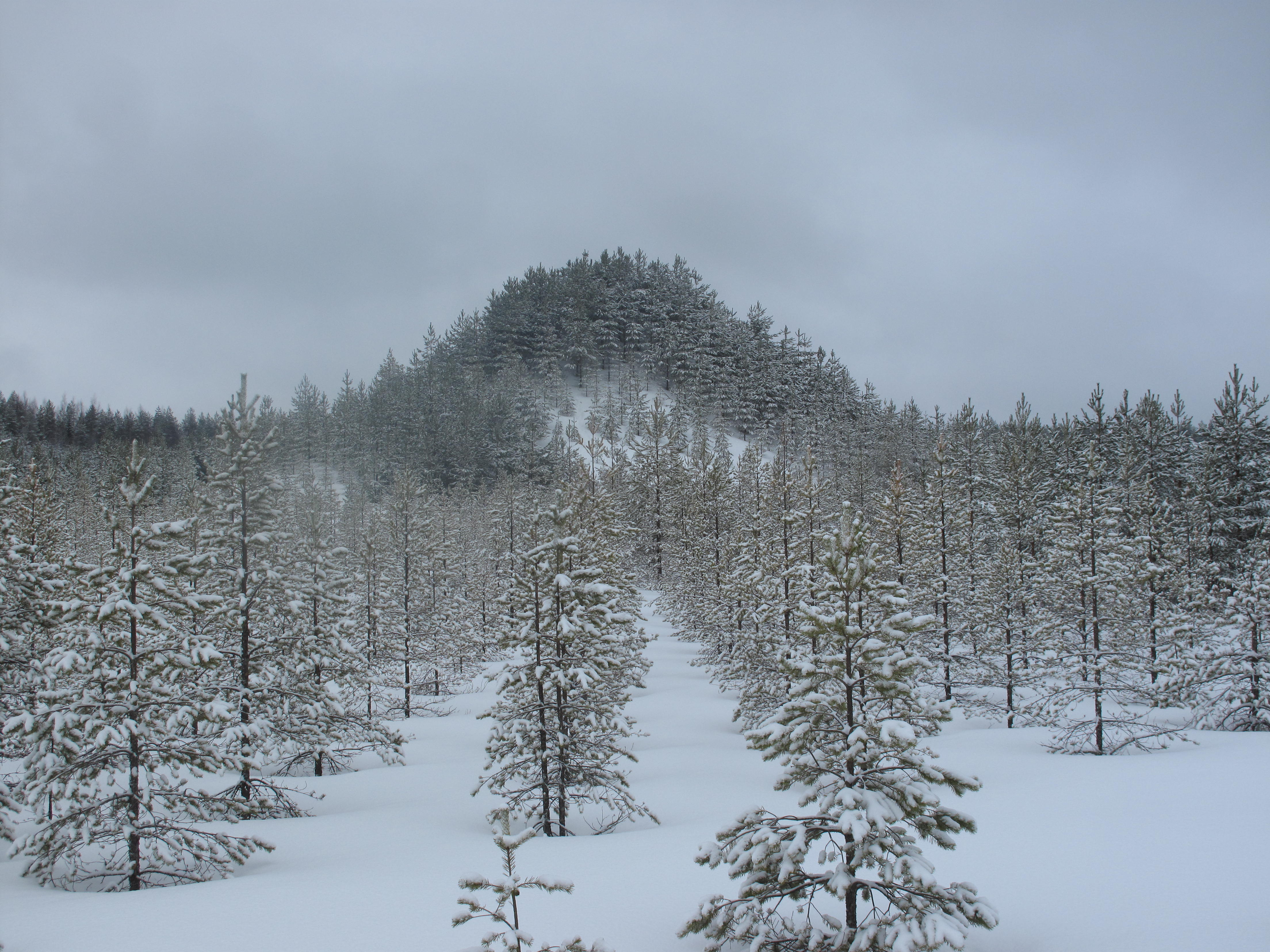
Tree Mountain.

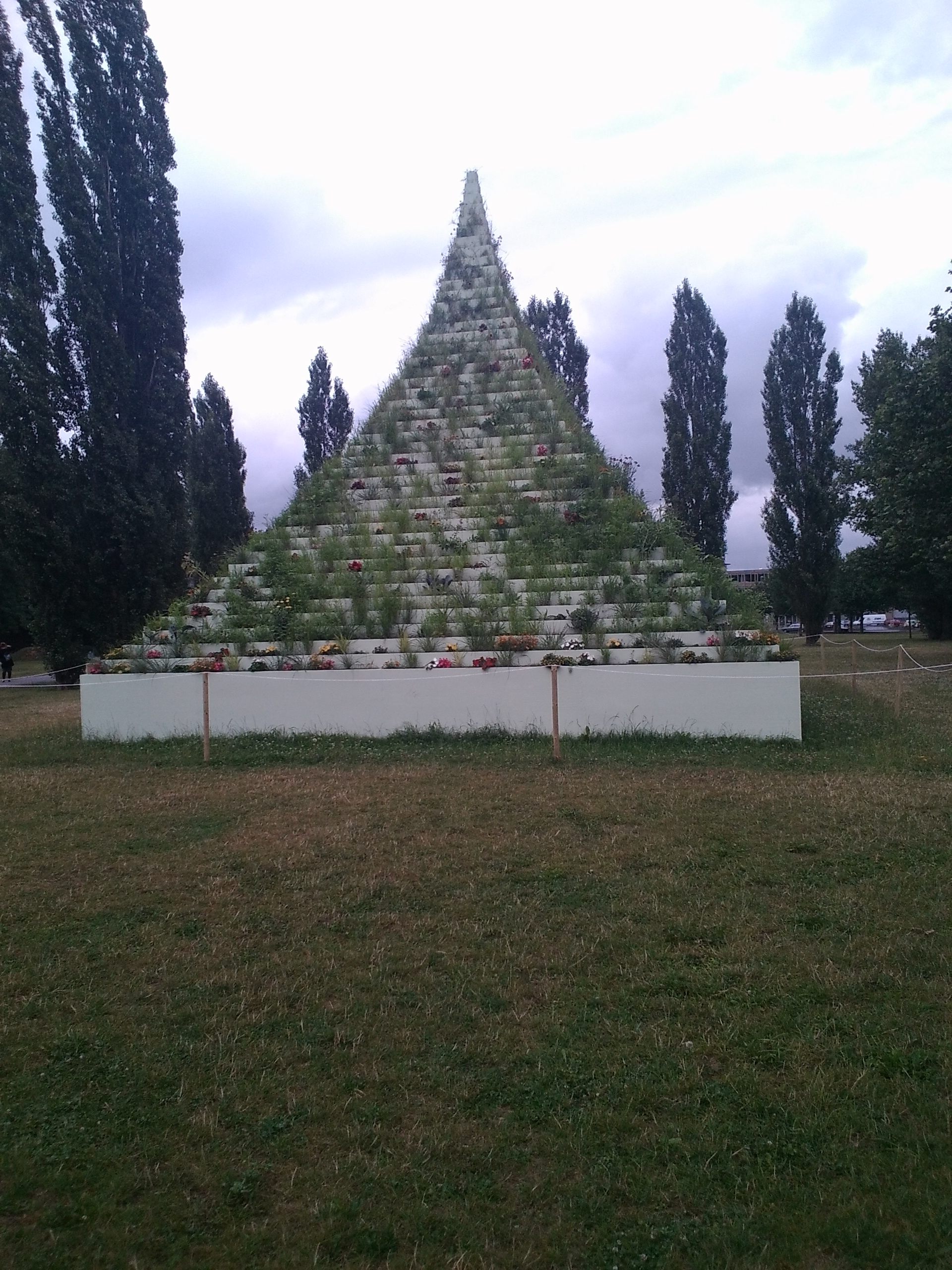
The Living Pyramid på Documenta 14, 2017

Agnes Denes, född 31 maj 1931 i Budapest i Ungern, är en amerikansk konstnär, som är verksam inom framför allt konceptuell konst, miljökonst och jordkonst.
Agnes Denes växte upp i Budapest, men familjen flydde till Sverige 1944 i samband med att den ryska armén invaderade Ungern under andra världskrigets slutskede. Efter några år flyttade familjen från Stockholm till USA. Där studerande hon 1959–1963 på New School for Social Research i New York och 1961–1962 på City College of New York.
Hon var lärare på School of Visual Arts i New York 1974–1976, på San Francisco Art Institute 1976–1979 och på School of Painting and Sculpture i Skowhegan i Maine 1979. Hon har även senare undervisat och forskat på ett antal institutioner i USA, Berlin, Genua, Rom och Salzburg, bland annat som gästprofessor på American Academy in Rome 1997–1998.
Som konstnär började Agnes Denes med målning, men upplevde detta för begränsande. Hon arbetade också på ett innovativt sätt med metalliskt bläck och andra icke-traditionella material för att göra teckningar och grafiska tryck. År 1968 skapade hon ett av de första miljökonstverken med performancekonstverket Rice / Tree / Burial. Det innefattade bland annat plantering av ris på en fastighet i Sullivan County i delstaten New York. Det följdes upp av en utvidgad version i Earl W. Brydges Artpark State Park i Lewiston i delstaten New York. Hennes verk tar upp frågor kring miljö-, kultur- och samhällsfrågor. Hon är en pionjär inom miljökonst. 
Hon har medverkat på Venedigbiennalen 1978, 1980 och 2001, Documenta 6 samt Documenta 14 i Atén och Kassel. 
I Finland gjorde hon 1996 jordkonstverket Tree Mountain - A Living Time Capsule i en tidigare sandtäkt i Ylöjärvi.

## Verk i urval
- Rice/Tree/Burial - The Time Capsule, 1977–1979, med en utvidgad version i Earl W. Brydges Artpark State Park i Lewiston i delstaten New York, USA
- Wheatfield – A Confrontation, 1982, ett omkring 8.000 m² stort vetefält på ett öde utfyllt landområde på nedre  Manhattan, New York, USA, på vilket senare Battery Park City anlagts
- Tree Mountain - A Living Time Capsule, 1996, i Ylöjärvi, Finland
- A Forest for Australia, 1998, på City West Waters Altona Treatment Plant i Altona, Victoria i Victoria i Australien, en skog i fem koncentriska ringar på en yta av ett hektar[4][5]
- The Living Pyramid, 2017, Documenta 14, Nordstadtpark i Kassel, Tyskland[6] (den första versionen i Socrates Sculpture Park, Long Island City, New York, maj–oktober 2015)